# ديفيد كلارك (لاعب كرة قدم)
ديفيد كلارك (بالإنجليزية: David Clarke)‏ هو لاعب كرة قدم بريطاني، ولد في 9 نوفمبر 1970.